# Román Cendoya
Román Cendoya Martínez (San Sebastián, 1964) es un
empresario y periodista español.

## Biografía
Pese a no ser periodista de formación académica, ha desarrollado toda su carrera periodística en el campo del
periodismo político y de opinión. Inició y desarrolló tanto su actividad empresarial como la
periodística en San Sebastián, hasta que en 1996 decidió trasladarse a
Madrid por estar amenazado por la banda terrorista ETA. Ha trabajado como analista político, columnista, tertuliano y entrevistador en La Razón, Grupo Correo, Radio Nacional de España, Onda Cero, COPE, Onda Madrid, El Imparcial, Grupo Intereconomía, Antena 3 TV, Tele 5 y diversas cadenas de televión
autónomicas.
Además ha sido Director de Comunicación del Ministerio de Agricultura, Pesca y Alimentación y ha dirigido campañas electorales de diferentes partidos políticos, tanto en España como en América
Latina.

## Obras
- Revolución. Del homo sapiens al homo digitalis (2013)